# 開濟
開濟（？—1383年），字來學，河南洛陽人，明朝政治人物。

## 生平
元末为察罕帖木兒掌書記。洪武年间，因明經被举荐。后担任河南府訓導，入朝为國子監助教，后因病罢免归乡。洪武十五年（1382年）七月，被御史安然举荐，召为刑部尚书。次年，因指示郎中仇衍偷偷放走了一個死囚，為獄官所揭發。開濟遂與侍郎王希哲、主事王叔徵一起殺死了獄官。同年十二月，此事被御史陶垕仲揭發，被连坐下狱而死。

## 延伸阅读
[在维基数据编辑]
 《明史卷一百三十八》，出自《明史》